# Kamboj
Les Kamboj ( Devanagari : कंबोज, Nastaliq : کمبوج, Gurumukhi : ਕੰਬੋਜ ALA-LC : Kamboj ), également Kamboh ( Nastaliq : کمبوہ ALA-LC : Kamboh ), sont une caste et une communauté de cultivateurs de l'Inde et du Pakistan originaires surtout du Pendjab,.
Les Kamboj musulmans sont connus sous le nom de Kamboh ; ils étaient particulièrement influents dans l'administration et l'armée de l'Empire moghol, à partir de l'époque du règne d'Akbar. Parmi les hommes célèbres de cette communauté, on peut compter Shahbaz Khan Kamboh et Shaikh Gadai Kamboh.
Aujourd'hui, les Kamboj sont particulièrement réputés pour leur grande compétence agricole. Ils sont traditionnellement considérés comme appartenant à la caste des Kshatriyas, et sont tenus pour descendants des Kambojas antiques. D'origine indo-iranienne, leurs traits physiques sont plutôt aryens : ils auront tendance à être plus grands que les Dravidiens vivant plus au sud, ont une peau, et parfois des yeux et des cheveux plus clairs.

## Démographie

### Religion
Selon le recensement de 1931 dans le Pendjab britannique, la plupart des Kamboj suivaient le sikhisme (42,4 %) et l'islam (41,5 %), avec une minorité considérable suivant l'hindouisme (16,1 %).
Les membres musulmans de la communauté sont appelés Kamboh. Les Kambojs hindous et les Kambojs sikhs se trouvent dans les régions du Pendjab, de l'Haryana, du Jammu, de Delhi, du Rajasthan, de l'Uttarakhand et de l'Uttar Pradesh en Inde, tandis que la plupart des Kambohs musulmans se trouvent dans la province du Pendjab et du Sind au Pakistan. Il existe aussi une diaspora kamboj aux États-Unis et au Royaume-Uni.

### Nombre
Selon le recensement pakistanais de 2017, les Kamboj représentaient environ 5 % de la population de Lahore, soit quelque 550 000 individus sur une population totale de 11 millions.

## Personnalités importantes
- Shahbaz Khan Kamboh
- Khair Andesh Khan Kamboh
- Muhammad Saleh Kamboh
- Khair Andesh Khan Sani Kamboh
- Waqar-ul-Mulk Kamboh
- Cheikh Gadai Kamboh
- Cheikh Inayat Allah Kamboh
- Jamali Kamboh
- Cheikh Sama'al-Din Kamboh
- Hasan Mahmudi Kamboh
- Bhagat Singh Thind
- Udham Singh
- Subhan Ali Khan Kamboh
- Jathedar Bhai Tehal Singh Dhanju
- Baba Amar Singh Nibber
- Sunder Singh Lyallpuri
- Fazal Malik Akif
- Har Karan Ibn Mathuradas Kamboh Multani
- Mohammed Yamin Khan
- Upinderjit Kaur
- Sardar Atma Singh
- Lal Singh (homme politique)
- Prithipal Singh
- Babar Azam
- Kamran Akmal
- Omar Akmal